# Flora Graeca

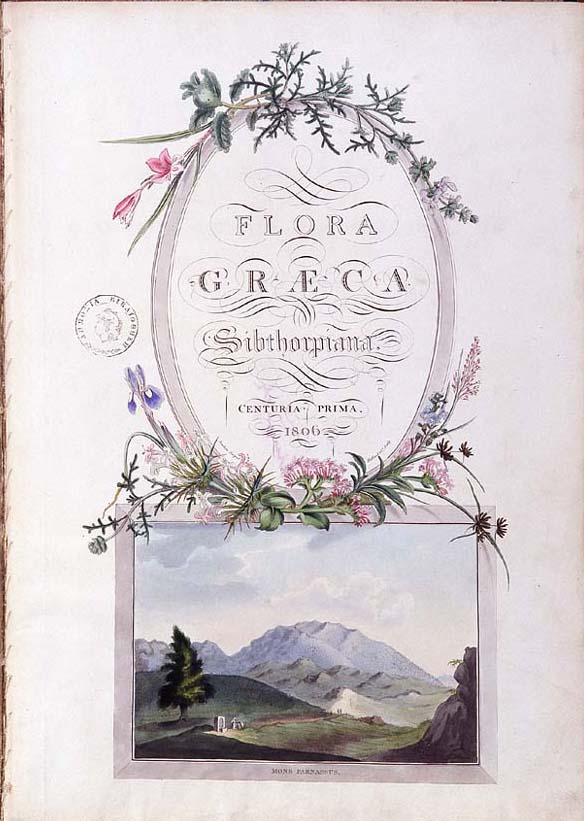
Frontispiz des ersten Bandes von 1806

Flora Graeca ist das erste umfassende Werk über die Pflanzenwelt Griechenlands. Das zehnbändige Werk entstand auf der Grundlage der Zeichnungen von Ferdinand Bauer.

## Vorgeschichte
Bauer erstellte knapp 1000 Bleistiftskizzen während einer Forschungsreise vom März 1786 bis Dezember 1787 nach dem östlichen Teil des Mittelmeeres unter der Leitung des englischen Botanikers John Sibthorp. Nach der Expedition fertigte er in fünfjähriger Arbeit 966 Aquarelle an. Die Farbtafeln wurden mit Kupferstichplatten gedruckt, die auf der Grundlage der Aquarelle angefertigt worden waren. Die Drucke wurden anschließend handkoloriert.

## Werk
Nach dem Tod von Sibthorp gab James Edward Smith zuerst 1806 bis 1813 zwei Textbände unter dem Titel Florae Graecae Prodromus.
1806 bis 1828 folgten die ersten sechs Bände der Flora Graeca Sibthorpiana mit Farbtafeln und Begleittext. Der siebente Band erschien nach Smiths Tod im Jahre 1830. Drei weitere Bände veröffentlichte John Lindley in den Jahren von 1833 bis 1840. Insgesamt besteht die Flora Graeca somit aus zehn Bänden in Großfolio.
Von der ersten Auflage wurden nur ca. 25 Exemplare ausgeliefert. Sie enthält 966 handkolorierte Tafeln. Der Verkaufspreis der Erstauflage von ca. 250 £ lag deutlich unter dem Herstellungspreis von ca. 620 £. Das Defizit wurde durch eine Stiftung von John Sibthorp getragen. Die zweite Auflage erschien in einem Umfang von ca. 40 Exemplaren. 
Von beiden Auflagen sind nur wenige Exemplare weltweit in Bibliotheken erhalten geblieben. In Deutschland gibt es nur ein vollständig erhaltenes Exemplar der ersten Auflage, das sich in der Universitäts- und Landesbibliothek Darmstadt befindet.
Am 13. Juli 2022 wurde ein vollständiges Exemplar beim Auktionshaus Christie’s für 151.200 Pfund Sterling ersteigert.